# سیارک ۷۳۲۶
سیارک ۷۳۲۶ (به انگلیسی: 7326 Tedbunch، نامگذاری:1981UK22) هفت هزار و سیصد و بیست و ششمین سیارک کشف شده‌است که در ۲۴ اکتبر ۱۹۸۱ کشف شد.
قدر مطلق سیارک برابر ۱۴٫۰ است.